# Байжанбаев, Ануарбек Ныгметжанович
Ануарбек Ныгметжанович Байжанбаев (26 марта 1923, Семипалатинск, Казакская АССР, РСФСР, СССР — 21 октября 1989, Алма-Ата, Казахская ССР, СССР) — диктор Государственного комитета Казахской ССР по телевидению и радиовещанию. Народный артист Казахской ССР (1973; заслуженный артист Казахской ССР — с 1967 года), почётный радист СССР (1958).

## Биография
Его талант чтеца заметили еще в детстве. Напутствие молодому дарованию дал сам Мухтар Ауэзов, после того как услышал отрывок «Путь Абая» в его прочтении.
В 1939-1941 годах учился в Алма-Ате в институте Коммунистической журналистики. Участвовал в Великой Отечественной войне. В 1949 году окончил факультет журналистики Казахского государственного университета имени С. М. Кирова.
С 1944 года работал на Казахском радио, в 1958-1961 годах — диктором, старшим диктором Казахского телевидения. Мастерство чтеца художественного слова высоко ценили Мухтар Ауэзов, Сабит Муканов, Таир Жароков, Жумагали Саин, Сырбай Мауленов.
Ануарбек Байжанбаев дублировал тексты множества документальных лент на киностудии «Казахфильм»; читал произведения Мухтара Ауэзова («Путь Абая»), Габидена Мустафина («Караганда»), Владимира Маяковский («Владимир Ильич Ленин»), снимался в кино.
Скончался 21 октября 1989 года, похоронен на Кенсайском кладбище.
Награждён орденом Отечественной войны 1-й степени.

## Семья
Жена — Орынтаева Гайни Бейсембаевна (1919—2006)
Дети:
- Байжанбаева Гаухар Ануарбековна (1950—1993),
- Байжанбаев Русланбек Ануарбекович (1951—2003),
- Байжанбаев Арыстанбек Ануарбекович (20.02.1953),
- Байжанбаев Айдар Ануарбекович (17.01.1956)

Племянник:
- Байжанбаев (Аукенов) Жанат Ануарбекович (05.08.1961) — киноактёр, заслуженный деятель Казахстана (2005).

## Память
- 2021 году именем А.Байжанбаева в столице РК Нур — Султан (ныне Астана) был назван одной из улиц № 231 по Алматинскому району.[3]
- 2023 году на имя Ануарбека Байжанбаева было переименована улица Менжинского в городе Семей.[4][5]